# دان بيري
دان بيري (بالإنجليزية: Dan Beery) هو مجدف أمريكي، ولد في 4 يناير 1975 في فينسينس في الولايات المتحدة.

## وصلات خارجية
- دان بيري على موقع الاتحاد الدولي للتجديف (الإنجليزية)
- دان بيري على موقع اللجنة الأولمبية الدولية (الإنجليزية)
- دان بيري على موقع أوليمبيديا (الإنجليزية)